# ميغيل أنخيل غارسيا غرانادوس
ميغيل أنخيل غارسيا غرانادوس هو سياسي مكسيكي، ولد في 12 يناير 1952 في مازاتلان في المكسيك. نشط حزبياً في الحزب الثوري المؤسساتي. وقد انتخب عضو مجلس النواب المكسيك ‏.